# Midnight Oil
Midnight Oil (также — The Oils) — австралийская рок-группа, образовавшаяся в Сиднее в 1971 году (первоначально — под названием Farm) и исполнявшая жёсткий панк/паб-рок, по мере роста популярности приближаясь к мировым стандартам стадионного рока. Главным фактором, обеспечившим Midnight Oil всемирную известность и прочный авторитет, была политическая активность участников группы, прежде всего её лидера, Питера Гарретта.
Самые известные песни Midnight Oil — «Beds Are Burning» (1987) и «Blue Sky Mine» (1990) — впервые обратили внимание мировой рок-аудитории на бедственное положение (соответственно) аборигенов и низших слоёв рабочего класса Австралии. При этом группа не ограничивалась громкими политическими заявлениями, но принимала активное участие в деятельности благотворительных организаций (Гринпис, Save the Whales) и в реальной политике. Питер Гарретт, в частности, сначала баллотировался в австралийский Сенат как кандидат от Партии ядерного разоружения (Nuclear Disarmament Party), позже стал членом австралийского парламента от лейбористской партии, а после победы последней на выборах 2007 года возглавил Министерство по охране окружающей среды, исторического и художественного наследия (Environment, Heritage and the Arts Ministry).
Тринадцать альбомов группы поднимались на вершину австралийских чартов. «Power and the Passion» и «Beds Are Burning» вошли в список 30 лучших австралийских песен всех времен, составленный Australasian Performing Right Association (APRA). Всего в мире группа продала (по данным на 2006 год) более 12 миллионов пластинок.

## История группы
Группа образовалась в 1971 году (как Farm), в составе: Джим Могини (англ. Jim Moginie, гитара), Мартин Ротси (англ. Martin Rotsey, гитара), Роб Хёрст (англ. Rob Hirst, ударные) и Эндрю Джеймс (англ. Andrew «Bear» James; бас-гитара). Репертуар её первое время составляли кавер-версии Cream, Creedence Clearwater Revival и Led Zeppelin.
В 1975 году на объявление, помещённое группой, откликнулся Питер Гарретт, участник группы Rock Island Line, в то время студент Австралийского национального университета в Канберре: он и стал её вокалистом и фронтменом. Следующий год Гарретт провел с группой в непрерывных гастролях по восточному побережью Австралии, а в конце 1976 года переехал в Сидней, где окончил образование и получил диплом юриста. Вскоре Farm изменили название: вариант Midnight Oil был в прямом смысле слова вынут из шляпы.
Отчаявшись получить контракт, Midnight Oil основали собственный лейбл, Powderworks, где в 1978 году выпустили именной дебют. С этого момента, обеспечив себе независимость от рок-бизнеса, The Oils (как прозвали их фэны), стали открыто выражать свои политические взгляды и участвовать в политических акциях. Они выступили на демонстрации протеста против разработки урановых месторождений, в поддержку Тибетского совета Австралии, а также начали кампанию, направленную против положения дел, сложившегося в австралийском музыкальном бизнесе, образовав собственное агентство по организации концертов и продаже билетов.
Второй альбом Head Injuries (1979) принес группе первый хит, «Cold Cold Change» и стал золотым. Год спустя Джеймс покинул состав из-за проблем со здоровьем. С новым басистом Питером Гиффордом (Peter Gifford) группа записала Bird Noises EP, также вошедший в австралийские чарты.
Альбом Place Without a Postcard (1981), записанный группой с известным продюсером Глином Джонсом, получил статус платинового. Хит-сингл из него, «Armistice Day», обеспечил Midnight Oil первый большой контракт, с Columbia Records. Последовавший за ним 10, 9, 8, 7, 6, 5, 4, 3, 2, 1 провел два года в австралийском Top 40.
После выхода Red Sails in the Sunset (1984) Гарретт впервые принял участие в выборах в австралийский Сенат и не прошёл лишь очень небольшим числом голосов. Затем группа приняла участие в проекте «Артисты против апартеида» (англ. Artists United Against Apartheid). Группа включилась в борьбу австралийских аборигенов за равные права и провела турне Black Fella White Fella вместе с Warumpi Band.
Эта же тема легла в основу следующего альбома группы Diesel and Dust, для группы ставшего по-настоящему прорывным. Хит из него, «Beds Are Burning» поднялся до #6 в UK Singles Chart и вошёл в американский Top 20 на #17. После того, как басист Дуэйн Хиллман (англ. Dwayne «Bones» Hillman, экс-Swingers) заменил Гиффорда, Midnight Oil записали Blue Sky Mining (1990), также ставший международным хитом (#20 US).
Большой резонанс имел проведенный ими концерт у манхэттенского офиса ExxonMobil (по поводу того, как эта компания устраняла разлив нефти неподалёку от Аляски). Позже запись этого выступления была выпущена под заголовком Black Rain Falls и все доходы от продажи пластинки были переданы организации Greenpeace. Выпустив ещё пять альбомов (концертный The Real Thing вышел только в Австралии), группа распалась.
В 2009 году воссоединившиеся Midnight Oil провели серию благотворительных концертов, в частности, выступили в Мельбурне для Sound Relief — организации, собирающей средства в помощь людям, пострадавшим от февральских пожаров в штате Виктория.

## Дискография

### Альбомы
- Midnight Oil (1978)
- Head Injuries (1979)
- Place without a Postcard (1981)
- 10, 9, 8, 7, 6, 5, 4, 3, 2, 1 (1982)
- Red Sails in the Sunset (1984)
- Diesel and Dust (1987)
- Blue Sky Mining (1990)
- Earth and Sun and Moon (1993)
- Breathe (1996)
- Redneck Wonderland (1998)
- Capricornia (2002)[10]
- The Makarrata Project (2020)
- Resist (2022)

### Синглы
- Run by Night (1978)
- Cold Cold Change (1979)
- Back on the Borderline (1980)
- Don’t Wanna Be the One (1981)
- Armistice Day (1981)
- Power and the Passion (1982)
- Read About It (1982)
- US Forces (1983)
- When the Generals Talk (1984)
- Best of Both Worlds (1985)
- The Dead Heart (1986)
- Beds Are Burning (1987)
- Put Down that Weapon (1987)
- Dreamworld (1988)
- Blue Sky Mine (1990)
- Forgotten Years (1990)
- King of the Mountain (1991)
- Bedlam Bridge (1992)
- One Country (1992)
- Sometimes (Live) (1992)
- Truganini(1993)
- My Country (1993)
- In the Valley (1993)
- Drums of Heaven (1993)
- Outbreak of Love (1994)
- Underwater (1996)
- Surf’s Up Tonight (1997)
- White Skin Black Heart (1997)
- Cemetery in My Mind (1998)
- What Goes On (1998)
- Redneck Wonderland (1998)
- Say Your Prayers (1999)
- The Real Thing (2000)
- Spirit of the Age (2000)
- Golden Age (2002)
- Too Much Sunshine (2002)
- Luritja Way (2002)
- Mosquito March (2002)
- No Man’s Land (2003)[11]